# Cabardès (AOC)

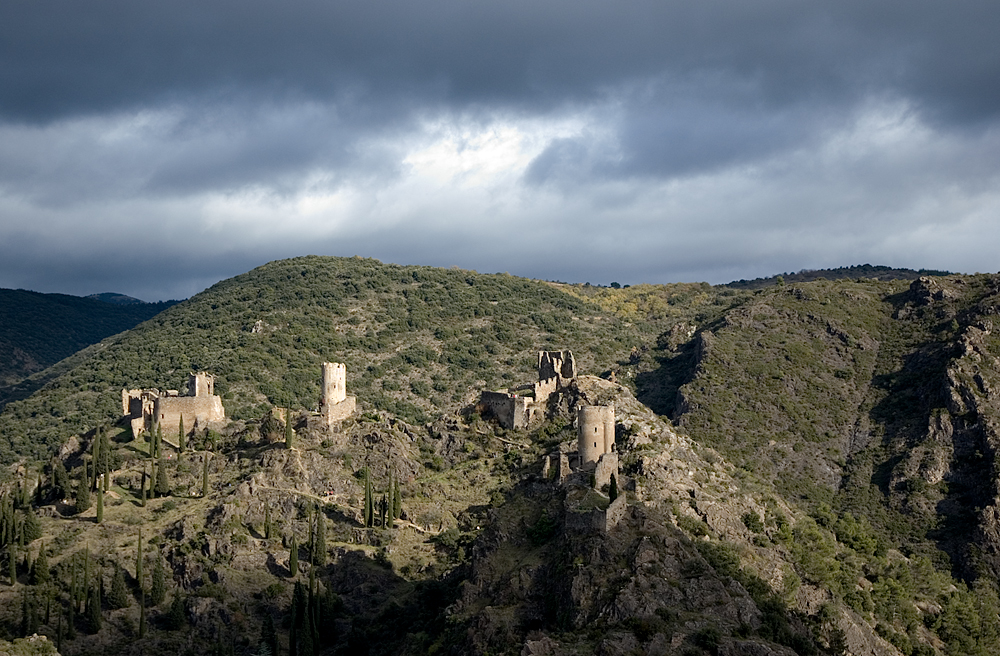
Die 4 Burgen bei Lastours, die von den Grafen von Cabaret verteidigt wurden. Das Grafengeschlecht verlieh dem Gebiet den Namen.

Das Gebiet und die Weinbauregion Cabardès erhielt den Namen von den Grafen Cabaret, die Lastours gegen Simon IV. de Montfort verteidigten. Die Herkunftsbezeichnung verfügt seit dem 12. Februar 1999 ausschließlich für den Rotwein über den Status einer Appellation d’Origine Contrôlée (kurz AOC).

## Geographische Ausdehnung
Das Weinbaugebiet Cabardès liegt nördlich von Carcassonne in unmittelbarer westlicher Nachbarschaft der Appellation Minervois in der Weinbauregion Languedoc. Die Weinberge umfassen ca. 592 Hektar Rebfläche in den 14 Gemeinden Aragon, Conques-sur-Orbiel, Fournes-Cabardès, Fraisse-Cabardès, Les Ilhes, Lastours, Montolieu, Moussoulens, Ventenac-Cabardès, Villanière, Villardonnel, Villedubert, Villegailhenc und Villemoustaussou im Département Aude. Die maximale Ausdehnung der Rebflächen liegt bei 650 Hektar. Im Osten ist das 15 Kilometer lange Gebiet durch das Kerbtal der Orbiel, im Westen durch das Tal der Dure begrenzt.

## Lage

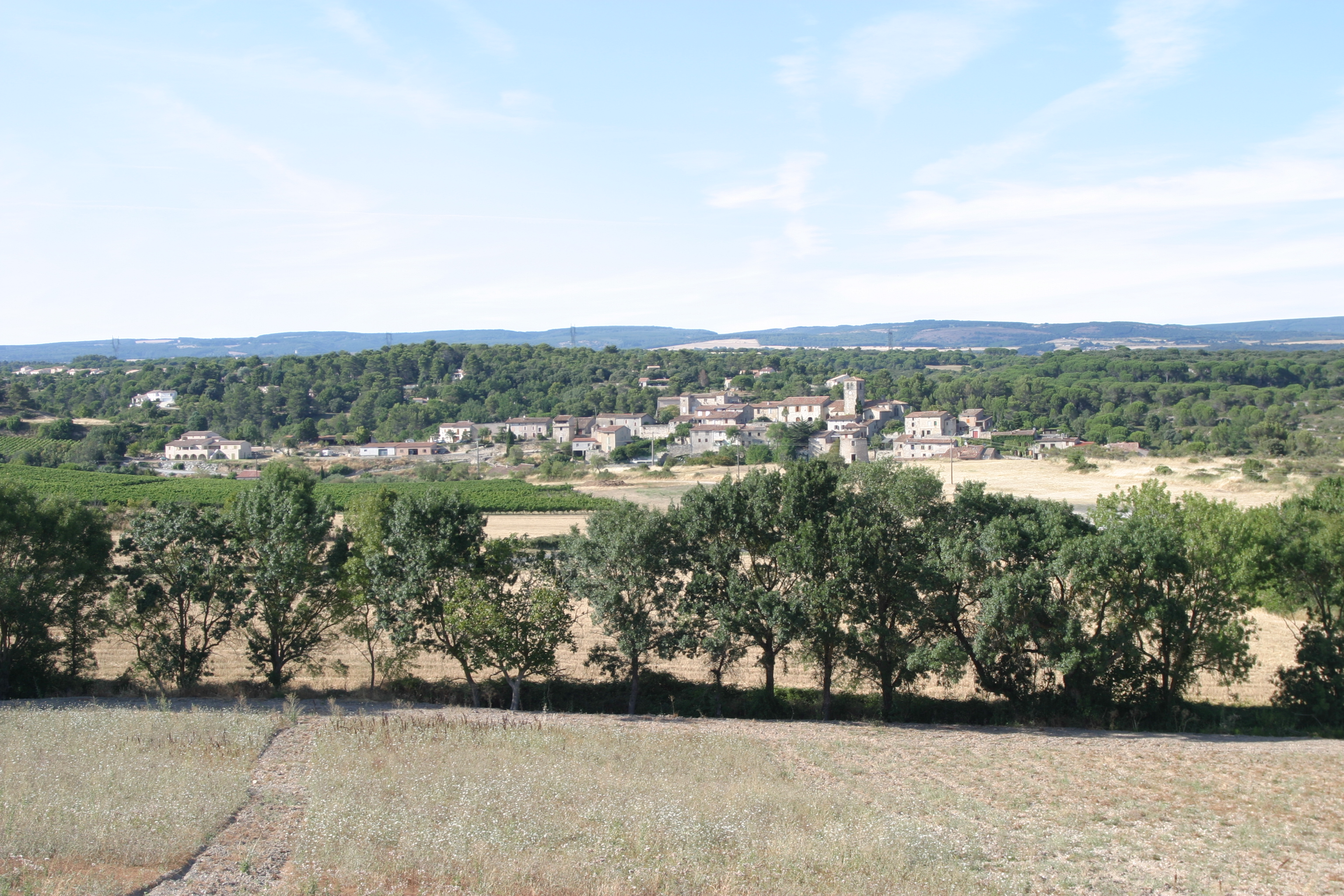
Die Region bei Aragon

Die Weinberge liegen auf einer mittleren Höhe von ca. 220 Meter ü. d. M. in sanften Hanglagen der Ausläufer der Montagne Noire. Die höchstgelegenen Rebflächen befinden sich 320 Meter ü. d. M. Durch eine südliche Ausrichtung der Hänge sind die Rebflächen gegen die kalten Nordwinde geschützt. Gegen den aus nordwestlicher Richtung wehenden Cers ist das Gebiet hingegen nicht geschützt, da die Luftmassen über den Korridor des Canal du Midi in das Gebiet einfallen. Dadurch stellt das Gebiet klimatisch den Übergang von mediterranem Klima zu gemäßigtem Klima dar. Der Sommer ist weniger trocken als im östlichen Teil des Département Aude. Die Trockenzeit ist auf den Zeitraum zwischen dem 15. Juli und 10. August beschränkt. Dies wirkt sich auch auf die Wahl der Rebsorten aus.

## Rebsorten
Generell sind die Erträge auf 50 Hektoliter/Hektar beschränkt. In gewissen Jahrgängen kann die Ertragsbeschränkung bis auf 66 Hektoliter/Hektar angehoben werden.
Die Rotweine bestehen aus den Rebsorten Grenache, Syrah, Cabernet Franc, Cabernet Sauvignon und Merlot. Der Anteil von Grenache plus Syrah muss bei mindestens 40 Prozent liegen. Gleiches gilt für die Summe von Cabernet Franc, Cabernet Sauvignon und Merlot. Daneben dürfen als Nebensorten noch Cinsault, Malbec und Fer Servadou eingesetzt werden. Seit dem Jahr 2000 ist die Verwendung von Carignan und Aubun untersagt.

## Sonstiges
- Die Pflanzdichte liegt bei mindestens 4000 Rebstöcken pro Hektar.
- Der natürliche Alkoholgehalt des Weins muss mindestens 11,5 Volumenprozent betragen.